# Segreto d'ufficio
Il segreto d'ufficio è legato ad alcune pratiche della pubblica amministrazione.
La sua conoscenza deve essere limitata nello spazio di diffusione, perché è funzionale all'efficienza che la pubblica amministrazione adotta e anche nella riservatezza che alcuni atti devono avere a tutela dei cittadini dello Stato.

## Riferimenti normativi
- Art. 28 della Legge 7 agosto 1990, n. 241
- Art. 15 del DPR 10 gennaio 1957, n. 3